# جیمی لی کیرشنر
جیمی لی کیرشنر (انگلیسی: Jaime Lee Kirchner؛ زادهٔ ۲۳ اوت ۱۹۸۱) یک هنرپیشه اهل ایالات متحده آمریکا است. 